# Nati nel 1946/Maggio
| Questa pagina contiene informazioni ricavate automaticamente dalle voci biografiche con l'ausilio del template Bio e di un bot. L'aggiornamento è periodico e automatico e ricostruisce completamente la pagina. Se manca una persona in questa lista, sei pregato di non aggiungerla, ma accertati piuttosto che la sua voce biografica contenga il template Bio e che i dati anagrafici siano correttamente compilati. Se il template Bio manca, inseriscilo tu stesso o, in alternativa, metti l'avviso {{tmp\|Bio}} che ne segnala la mancanza. Se i dati riportati sono sbagliati, correggi direttamente la voce biografica; le modifiche saranno visibili in questa lista entro pochi giorni. Per chiarimenti vedi il progetto biografie. La lista contiene solo le 273 persone che sono citate nell'enciclopedia e per le quali è stato implementato correttamente il template Bio. Pagina aggiornata al 10 giu 2025. |

- 1º maggio - Nello Buongiorno, cantante italiano
- 1º maggio - Tõnu Lepik, ex lunghista sovietico
- 1º maggio - Joanna Lumley, attrice, attivista e ex modella britannica
- 1º maggio - Joseph Francis Martino, vescovo cattolico statunitense
- 1º maggio - Arthur Max, scenografo statunitense
- 1º maggio - Valerij Muratov, ex pattinatore di velocità su ghiaccio sovietico
- 1º maggio - Barry Orms, ex cestista statunitense
- 1º maggio - Luigi Perrone, politico italiano
- 1º maggio - Jerry Weiss, trombettista statunitense
- 1º maggio - Heidi Zimmermann, ex sciatrice alpina austriaca
- 2 maggio - Bill Cable, attore, stuntman e modello statunitense († 1998)
- 2 maggio - Franco Frassoldati, calciatore italiano († 2022)
- 2 maggio - Marco Fumo, pianista italiano
- 2 maggio - Lesley Gore, cantante statunitense († 2015)
- 2 maggio - Tom McBeath, attore canadese
- 2 maggio - José Luis Mollaghan, arcivescovo cattolico argentino († 2025)
- 2 maggio - Ron Nevison, produttore discografico statunitense
- 2 maggio - Pavel Pekárek, ex cestista e allenatore di pallacanestro cecoslovacco
- 2 maggio - Franke Previte, musicista e compositore statunitense
- 2 maggio - Bruce Robinson, regista, sceneggiatore e attore britannico
- 2 maggio - David Suchet, attore britannico
- 2 maggio - Adriano Tessarollo, vescovo cattolico italiano
- 3 maggio - Svein Dahl Andersen, calciatore norvegese († 2001)
- 3 maggio - Nicodemo Filippelli, politico italiano
- 3 maggio - Rabah Saâdane, ex calciatore e allenatore di calcio algerino
- 3 maggio - George Winslow, attore statunitense († 2015)
- 4 maggio - John Barnard, progettista britannico
- 4 maggio - Jacques Cardyn, ex schermidore canadese
- 4 maggio - Irene Ghergo, autrice televisiva italiana
- 4 maggio - Valerio Negrini, paroliere e batterista italiano († 2013)
- 4 maggio - Enrico Oldoini, sceneggiatore e regista italiano († 2023)
- 4 maggio - Andrzej Pasiorowski, ex cestista polacco
- 4 maggio - John Watson, ex pilota automobilistico britannico
- 5 maggio - Beth Carvalho, cantante, politica e compositrice brasiliana († 2019)
- 5 maggio - Ida Da Poian, ex arciera italiana
- 5 maggio - Edoardo De Martin, ex bobbista italiano
- 5 maggio - Romano Donzelli, ex calciatore italiano
- 5 maggio - Bruno Ferrero, presbitero e scrittore italiano
- 5 maggio - Richard Elliott Friedman, scrittore e biblista statunitense
- 5 maggio - Herm Gilliam, cestista statunitense († 2005)
- 5 maggio - Jim Kelly, attore e karateka statunitense († 2013)
- 5 maggio - Eddie Aikau, surfista statunitense († 1978)
- 5 maggio - Iskra Menarini, cantante italiana
- 5 maggio - Leif Mortensen, ex ciclista su strada danese
- 5 maggio - Victoria Mudd, regista statunitense
- 5 maggio - David Primo, ex calciatore israeliano
- 5 maggio - Hervé Revelli, ex calciatore e allenatore di calcio francese
- 5 maggio - Hisashi Sakaguchi, fumettista e animatore giapponese († 1995)
- 5 maggio - Gino Tellini, critico letterario italiano
- 5 maggio - Tom Turner, architetto inglese
- 6 maggio - Susan Brown, attrice britannica
- 6 maggio - Cheung Chi Wai, ex calciatore hongkonghese
- 6 maggio - Merrill Cook, politico statunitense
- 6 maggio - Carlo Giorda, alpinista italiano († 1985)
- 6 maggio - Svein Arne Hansen, dirigente sportivo norvegese († 2020)
- 6 maggio - Nancy Kilpatrick, scrittrice canadese († 2025)
- 6 maggio - Kemal Malovčić, cantante bosniaco
- 6 maggio - Jim Ramstad, politico statunitense († 2020)
- 6 maggio - Lulu Roman, cantante, attrice e scrittrice statunitense († 2025)
- 6 maggio - Moshe Romano, ex calciatore israeliano
- 6 maggio - Daouda Malam Wanké, militare e politico nigerino († 2004)
- 7 maggio - Vladimir Bortko, regista russo
- 7 maggio - Marián Čalfa, politico e avvocato cecoslovacco
- 7 maggio - Sergio Cortopassi, politico italiano
- 7 maggio - Barbara Daniels, soprano statunitense
- 7 maggio - Thelma Houston, cantante e attrice statunitense
- 7 maggio - Andrej Korsakov, violinista, insegnante e direttore d'orchestra sovietico († 1991)
- 7 maggio - Bill Kreutzmann, batterista statunitense
- 7 maggio - Philip Charles MacKenzie, attore statunitense
- 7 maggio - Aju Meosjin, fumettista e editore nordcoreano
- 7 maggio - Jerry Nolan, batterista statunitense († 1992)
- 7 maggio - Michael Rosen, romanziere e poeta britannico
- 7 maggio - Luciano Tomei, cantante, compositore e pianista italiano
- 8 maggio - Leena Brusiin, modella finlandese († 2019)
- 8 maggio - Aurelio Buletti, poeta, scrittore e traduttore svizzero († 2023)
- 8 maggio - Alfred Mallia, ex calciatore maltese
- 8 maggio - Jurij Mamin, regista e sceneggiatore russo
- 8 maggio - Ian Price, attore e sceneggiatore gallese († 2014)
- 8 maggio - Hans Sahlin, ex slittinista svedese
- 8 maggio - Barry Shulman, giocatore di poker statunitense
- 8 maggio - Katsuhiko Sugita, ex cestista giapponese
- 8 maggio - Kamunda Tshinabu, ex calciatore della Repubblica Democratica del Congo
- 9 maggio - Candice Bergen, attrice, fotoreporter e stilista statunitense
- 9 maggio - Drafi Deutscher, cantante, compositore e produttore discografico tedesco († 2006)
- 9 maggio - Grzegorz Korcz, ex cestista e allenatore di pallacanestro polacco
- 9 maggio - Dino Ponchio, allenatore di atletica leggera, dirigente sportivo e insegnante italiano
- 9 maggio - Giorgio Rodano, economista italiano
- 9 maggio - Harald Sæther, compositore norvegese († 2021)
- 9 maggio - George Stack, arcivescovo cattolico irlandese
- 9 maggio - Maurizio Trani, truccatore e effettista italiano
- 10 maggio - Klaus Ager, compositore e direttore d'orchestra austriaco
- 10 maggio - Graham Gouldman, cantante e chitarrista britannico
- 10 maggio - Ruedi Imbach, filosofo e medievista svizzero
- 10 maggio - Maureen Lipman, attrice britannica
- 10 maggio - Dave Mason, musicista, cantante e chitarrista britannico
- 10 maggio - Piotr Paleczny, pianista polacco
- 10 maggio - Donovan, cantautore e musicista britannico
- 10 maggio - Diego Pini, dirigente sportivo italiano († 2014)
- 10 maggio - Necula Răducanu, ex calciatore rumeno
- 10 maggio - Luciana Sbarbati, politica italiana
- 10 maggio - Ken Yoshizawa, attore giapponese
- 11 maggio - Bob Christian, ex cestista statunitense
- 11 maggio - Steve Curry, attore, cantante e ballerino statunitense († 2014)
- 11 maggio - Flavius Domide, ex calciatore rumeno
- 11 maggio - Robert Jarvik, ingegnere statunitense († 2025)
- 11 maggio - Terri Lee Stickles, ex nuotatrice statunitense
- 11 maggio - Ernesto Mair, ex slittinista italiano
- 11 maggio - László Polgár, psicologo e compositore di scacchi ungherese
- 11 maggio - José Samyn, ciclista su strada e pistard belga († 1969)
- 11 maggio - Cobie Sikkens, nuotatrice olandese
- 11 maggio - Sergio Soave, politico e storico italiano
- 11 maggio - Milton Viera, ex calciatore uruguaiano
- 12 maggio - James Alan Ball, calciatore e allenatore di calcio inglese († 2007)
- 12 maggio - Ernesto Bettinelli, costituzionalista italiano
- 12 maggio - Mario Biondi, allenatore di calcio e ex calciatore italiano
- 12 maggio - Jorge Castelli, allenatore di calcio argentino († 2007)
- 12 maggio - Gareth Evans, filosofo inglese († 1980)
- 12 maggio - Daniel Libeskind, architetto polacco
- 12 maggio - Frank LoBiondo, politico statunitense
- 12 maggio - Sebastiano Rampulla, mafioso italiano († 2010)
- 13 maggio - Egon Börger, matematico e informatico tedesco
- 13 maggio - Roger Eddy, ex slittinista canadese
- 13 maggio - Francesco Messineo, ex magistrato italiano
- 13 maggio - Tim Pigott-Smith, attore britannico († 2017)
- 13 maggio - Jean Rondeau, pilota automobilistico francese († 1985)
- 13 maggio - Oreste Tofani, sindacalista e politico italiano († 2017)
- 13 maggio - Marv Wolfman, fumettista, curatore editoriale e scrittore statunitense
- 14 maggio - Anna Asp, scenografa svedese
- 14 maggio - Geoff Brand, ex calciatore neozelandese
- 14 maggio - Elmar Brok, politico tedesco
- 14 maggio - Paul Broun, politico e medico statunitense
- 14 maggio - Carlo Devoti, ex pallavolista e ex multiplista italiano
- 14 maggio - Costantino Fava, allenatore di calcio e ex calciatore italiano
- 14 maggio - Claudia Goldin, economista statunitense
- 14 maggio - Stephen Rerych, ex nuotatore statunitense
- 14 maggio - Luigi Rossi di Montelera, politico e dirigente d'azienda italiano († 2018)
- 14 maggio - Joseph Zito, regista, produttore cinematografico e produttore televisivo statunitense
- 15 maggio - Georges Bereta, calciatore francese († 2023)
- 15 maggio - Jeanne Collier, ex tuffatrice statunitense
- 15 maggio - Franklin Fonseca Balinge, cabarettista, attore e cantante olandese
- 15 maggio - Sara Franchetti, modella e attrice italiana
- 15 maggio - Marina Marfoglia, attrice, cantante e modella italiana († 2022)
- 15 maggio - Nguyen Van Ly, presbitero vietnamita
- 15 maggio - Umberto Quadrino, dirigente d'azienda italiano
- 15 maggio - Mario Raffaelli, politico italiano
- 15 maggio - Iosif Vigu, ex calciatore rumeno
- 15 maggio - Bobby Watson, allenatore di calcio e ex calciatore scozzese
- 16 maggio - Robert Fripp, chitarrista, polistrumentista e compositore britannico
- 16 maggio - Gytis Lukšas, regista lituano
- 16 maggio - Giovanni Mottola, giornalista e politico italiano
- 16 maggio - Bruno Piva, politico italiano
- 16 maggio - Darrell Sweet, batterista britannico († 1999)
- 17 maggio - Cobie Buter, nuotatrice olandese
- 17 maggio - Peter Hinwood, attore britannico
- 17 maggio - Antonio Lanfranchi, arcivescovo cattolico e abate italiano († 2015)
- 17 maggio - Udo Lindenberg, cantante, scrittore e pittore tedesco
- 17 maggio - Tonino Raffa, giornalista italiano
- 17 maggio - Juan Francisco Riveros, ex calciatore paraguaiano
- 17 maggio - Pino Scaccia, giornalista, scrittore e blogger italiano († 2020)
- 17 maggio - Zinaïda Turčyna, ex pallamanista e allenatrice di pallamano ucraina
- 17 maggio - F. Paul Wilson, scrittore statunitense
- 18 maggio - Donatella Baglivo, regista, montatrice e sceneggiatrice italiana
- 18 maggio - Gian Piero Galeazzi, telecronista sportivo, conduttore televisivo e giornalista italiano († 2021)
- 18 maggio - Antonio Gatti, politico italiano
- 18 maggio - Carol M. Highsmith, fotografa statunitense
- 18 maggio - Frank Hsieh, politico taiwanese
- 18 maggio - Reggie Jackson, ex giocatore di baseball statunitense
- 18 maggio - Andreas Katsulas, attore statunitense († 2006)
- 18 maggio - Marianín, ex calciatore spagnolo
- 18 maggio - Günther Messner, alpinista e esploratore italiano († 1970)
- 18 maggio - Ray Richards, allenatore di calcio e ex calciatore australiano
- 19 maggio - Rosemary Altea, scrittrice britannica
- 19 maggio - André the Giant, wrestler e attore francese († 1993)
- 19 maggio - Scott Camil, attivista e militare statunitense
- 19 maggio - Gianfranco Fantin, cestista italiano († 2001)
- 19 maggio - Ken Kelly, pittore statunitense († 2022)
- 19 maggio - Juventino Kestering, vescovo cattolico brasiliano († 2021)
- 19 maggio - Anselmo Guido Pecorari, arcivescovo cattolico italiano
- 19 maggio - Michele Placido, attore e regista italiano
- 19 maggio - John D. Waiheʻe III, politico statunitense
- 20 maggio - Bakhvain Buyadaa, ex judoka mongolo
- 20 maggio - Cher, cantautrice, attrice e produttrice discografica statunitense
- 20 maggio - George Lusztig, matematico romeno
- 20 maggio - Nicolás Novello, allenatore di calcio e ex calciatore italiano
- 20 maggio - Haim Reitan, medico e traduttore italiano
- 20 maggio - José Manuel Delgado Rivera, allenatore di calcio e calciatore spagnolo († 2004)
- 20 maggio - Francesco Paolo Voccoli, politico italiano
- 21 maggio - Carlo Bertocci, pittore italiano
- 21 maggio - Nikolaj Dostal', regista sovietico († 2023)
- 21 maggio - Erwin Kostedde, ex calciatore tedesco
- 21 maggio - Katia Christine, attrice e ex modella olandese
- 22 maggio - George Best, calciatore nordirlandese († 2005)
- 22 maggio - Petar Božović, attore serbo
- 22 maggio - Gianni Gola, dirigente sportivo, generale e ex martellista italiano
- 22 maggio - Michael Green, fisico britannico
- 22 maggio - Hrvoje Horvat, ex pallamanista e allenatore di pallamano croato
- 22 maggio - Galina Ričardovna Kastel', astronoma sovietica († 2023)
- 22 maggio - Jack Kehler, attore statunitense († 2022)
- 22 maggio - Howard Kendall, calciatore e allenatore di calcio inglese († 2015)
- 22 maggio - Andrei Marga, politico rumeno
- 22 maggio - Bobby McAlinden, ex calciatore inglese
- 22 maggio - Francesco Montenegro, cardinale e arcivescovo cattolico italiano
- 22 maggio - El Solitario, wrestler messicano († 1986)
- 22 maggio - Ljudmila Vasil'evna Žuravlёva, astronoma sovietica
- 23 maggio - Richard Bukacki, ciclista su strada olandese († 2024)
- 23 maggio - Frederick Mario Fales, assiriologo e orientalista italiano († 2024)
- 23 maggio - Walter Falk, sciatore alpino statunitense († 2008)
- 23 maggio - Ursula Hegi, scrittrice statunitense
- 23 maggio - Silvio Santini, scultore italiano
- 23 maggio - Serafino, italiano († 1980)
- 23 maggio - Ruth Underwood, vibrafonista, polistrumentista e cantante statunitense
- 23 maggio - Benvenuto Vergani, ex calciatore italiano
- 24 maggio - Larry Wayne Chaffin, militare statunitense († 1985)
- 24 maggio - Tansu Çiller, politica turca
- 24 maggio - Jim Eakins, ex cestista statunitense
- 24 maggio - Pancho Guzmán, ex tennista ecuadoriano
- 24 maggio - Harold Hansen, ex calciatore canadese
- 24 maggio - Jackie Berroyer, attore, sceneggiatore e dialoghista francese
- 24 maggio - Ian Kirkpatrick, ex rugbista a 15 neozelandese
- 24 maggio - Nicolau dos Reis Lobato, rivoluzionario e politico est-timorese († 1978)
- 24 maggio - Bruno Morri, ex tiratore a segno sammarinese
- 24 maggio - Claudio Mutti, saggista e editore italiano
- 24 maggio - Thomas Nordahl, ex calciatore e allenatore di calcio svedese
- 24 maggio - Odon Marie Arsène Razanakolona, arcivescovo cattolico malgascio
- 24 maggio - Robby Robinson, ex culturista statunitense
- 24 maggio - Irena Szewińska, velocista, lunghista e dirigente sportiva polacca († 2018)
- 24 maggio - Mel Tjeerdsma, allenatore di football americano statunitense
- 25 maggio - Antōnīs Antōniadīs, ex calciatore greco
- 25 maggio - Gianni Balugani, allenatore di calcio e ex calciatore italiano
- 25 maggio - Juan Carlos Blanco, ex calciatore uruguaiano
- 25 maggio - Washington Cruz, arcivescovo cattolico brasiliano
- 25 maggio - Jean-Pierre Danguillaume, ex ciclista su strada e pistard francese
- 25 maggio - Tim Hinkley, tastierista, pianista e musicista britannico († 2024)
- 25 maggio - Els van Noorduyn, ex pesista olandese
- 25 maggio - Haydée Politoff, attrice francese
- 26 maggio - Werner Bleiner, ex sciatore alpino austriaco
- 26 maggio - Carlo Buora, dirigente d'azienda italiano
- 26 maggio - Henry Françillon, ex calciatore haitiano
- 26 maggio - Wolfgang Glock, ex calciatore tedesco
- 26 maggio - Jess Jaworski, tastierista, polistrumentista e compositore britannico
- 26 maggio - Drahomír Koudelka, pallavolista cecoslovacco († 1992)
- 26 maggio - Nicola Piovani, pianista, compositore e direttore d'orchestra italiano
- 26 maggio - Mick Ronson, chitarrista britannico († 1993)
- 26 maggio - Mauro Sanguineti, politico italiano
- 26 maggio - Mario Sartor, storico dell'arte italiano
- 27 maggio - Alma Adams, politica statunitense
- 27 maggio - Niels-Henning Ørsted Pedersen, contrabbassista danese († 2005)
- 27 maggio - John Williams, pilota motociclistico britannico († 1978)
- 28 maggio - Alessio Badari, ex calciatore italiano
- 28 maggio - Bojčo Brănzov, cestista bulgaro († 2003)
- 28 maggio - Salvatore Contorno, mafioso e collaboratore di giustizia italiano
- 28 maggio - Silvio Funtowicz, filosofo argentino
- 28 maggio - Mariangela Gritta Grainer, politica italiana
- 28 maggio - Raul Merzario, storico italiano († 2006)
- 28 maggio - Eddy Treijtel, ex calciatore olandese
- 29 maggio - Jair Pereira, allenatore di calcio e ex calciatore brasiliano
- 29 maggio - Haroldo Rodas, politico e economista guatemalteco († 2020)
- 29 maggio - Romeo Tigliani, hockeista su ghiaccio italiano († 2018)
- 29 maggio - Héctor Veira, allenatore di calcio e ex calciatore argentino
- 29 maggio - Héctor Yazalde, calciatore argentino († 1997)
- 30 maggio - Michael August Blume, arcivescovo cattolico statunitense
- 30 maggio - Dragan Džajić, ex calciatore jugoslavo
- 30 maggio - Vincino, vignettista e giornalista italiano († 2018)
- 30 maggio - Karl Grob, calciatore svizzero († 2019)
- 30 maggio - Kim Kyong-hui, politica nordcoreana
- 30 maggio - Adrián Monachesi, ex cestista argentino
- 30 maggio - Supachai Panitchpakdi, politico thailandese
- 31 maggio - Angelo Bolaffi, filosofo e politologo italiano
- 31 maggio - Guido Bolaffi, giornalista, sociologo e funzionario italiano († 2024)
- 31 maggio - Maeve Kinkead, attrice statunitense
- 31 maggio - John Scheid, storico lussemburghese
- 31 maggio - Barbara Spinelli, giornalista, saggista e politica italiana
- 31 maggio - Gabriella Squillante, attrice e ballerina italiana